# Злати Кокарчоолу
 Тази статия е за хайдутина Злати войвода.  За селището вижте Злати войвода (село).  
Злати Кокарчоолу войвода е български борец и хайдушки войвода от края на 18-и и началото на 19 век в Сливенския балкан.

## Биография
Злати или Златьо е роден през петдесетте години на 18 век в сливенската махала Клуцохор. Детството му не се помни. По професия бил беден фурнаджия. Имал черна коса, дълги мустаци и свирел на кавал и дудук. Бил много висок на ръст и с желязна физика, което му позволявало да участва във всички пехливански борби в околността и винаги да излиза победител. Преданията разказват, че един местен феодал дори го уговарял да постъпи на служба при него и да стане негов пехливанин, но Злати отказал. Знае се, че имал жена и две деца. Бил известен с прякора Кокалчоолу или Кокарчоолу.
Много популярен като борец, Злати станал още по-известен като хайдутин. Излязъл в гората около 1775–1780 на 25 години. Не са известни причините, които са го подбудили на този краен ход, но той се подвизавал като народен закрилник и отмъстител повече от 30 години. Отначало ходел сам, но след време се намерили още негови последователи и той станал войвода на малка чета.
На много българи помогнал Златьо и много турци затрил. Носели се слухове за него, че куршум не го ловяло и с пушка не може да бъде застрелян. Турците организирали множество потери, за да го заловят, както настоявал сливенският аянин. С години нямали никакъв резултат.
Неуловимият размирник хайдутувал до 1810 г., когато бил предаден. Един ден като отивал сам да накаже тежко провинилия се ходжа на с. Налбантларе (днес Ковачите, Сливенско), бил обграден от многобройна потеря до една малка река близо до село Джиново, днешното Злати войвода. Злати се отбранявал и не се давал. Страхувайки се и този път, че българинът може да се изплъзне, турците довели кръстника му, знаейки че по тогавашните обичаи кръстник се тачи дори повече от баща. Под страх, че ще затрият целият им род, кръстникът бил заставен да моли войводата да се предаде. Злати не се хванал на тези уговорки и продължил борбата. След време свършил фишеците и изсипал барут, за да го напълни в пушките. Случайна искра обаче взривила барута, подпалила му дрехите и го ослепила. Едва тогава неприятелите посмели да се хвърлят срещу него, но дори и ослепен, войводата развъртял ятагана и посякъл много глави, преди сам да бъде повален. Главата му била набита на кол в Сливен. За да видят къде се крие необикновената му сила, поробителите разпрали тялото му. Както разказвали по-сетне открили, че сърцето му било „чаталесто“, но под мишниците си нямал криле.
На мястото, където загинал Злати войвода, още тогава българите издигнали чешма, която и днес заедно с близката рекичка носи неговото име.

## Цитат от Злати войвода
Дорде е Стара планина, на турчин глава не скланям.

## Народна песен за Злати войвода
Злати сегмени сечеше

с кървава пяна на уста,
 
със страшен ятаган в ръка,

а сегмените го биеха

с едри и ситни камъни.

Тогаз ми Златьо извикал:

„Проклет бил онзи войвода,

кой слуша проста дружина

и неверниците не коли.“
 
Па падна Златьо на земя

И се душа отдели.